# Ivica Buljan
Ivica Buljan (*Sinj, 1965) je gledališki režiser, dramaturg, umetniški vodja, direktor festivalov, urednik, prevajalec, prirejevalec besedil ... 
Kot režiser in dramaturg se zanima predvsem za modernistične dramatike kot so Marina Tsvetaeva, Pier Paolo Pasolini, Heiner Mueller, Robert Walser, Elfriede Jelinek, Miroslav Krleža, Boto Strauss in Bernard-Marie Koltès, ki je v centru njegovega avtorskega zanimanja. Je soustanovitelj Mini teatra v Ljubljani ter ustanovitelj in umetniški vodja Svetovnega gledališkega festivala v Zagrebu. Buljan je režiral v Sloveniji, Litvi, Franciji, Belgiji, Rusiji, Črni gori, Italiji, Slonokoščeni obali in na Hrvaškem. 
Za svoje delo je prejel vrsto prestižnih nagrad.

## Kariera

### Študij in zgodnja dela
Na zagrebški univerzi je študiral politične vede, kasneje pa še francoski jezik in književnost ter primerjalo književnost. Že med študijem je kot novinar delal pri revijah Polet in Start. Kot gledališki kritik je pisal za dnevnik Slobodnna Dalmacija. Razvijanje gledališke misli je s pisanja kmalu začel razširjati na področje uprizoritve - sprva je v gledališču ustvarjal kot dramaturg (sodeloval je z režiserji, kot so Vito Taufer, Christian Colin, Jean-Michel Bruyere, Krizstof Warlikowski, Ivan Popovski …), od leta 1995 pa tudi kot režiser. 

### Aktivna kariera
Kot režiser in dramaturg se močno zanima za modernistične dramatike in pesnike, kot so Marina Tsvetaeva, Pier Paolo Pasolini, Heiner Mueller, Robert Walser, Elfriede Jelinek, Miroslav Krleža, Boto Strauss in Bernard-Marie Koltès (ki je v centru njegovega avtorskega zanimanja).Pomembno mu je mednarodno povezovanje, ustvarja predvsem v Sloveniji in na Hrvaškem, vendar tudi drugod, pogosto v koprodukcijah. Režiral je v Sloveniji, Litvi, Franciji, Belgiji, Rusiji, Črni gori, Italiji, Slonokoščeni obali in na Hrvaškem. Njegove produkcije so gostovale na številnih mednarodnih festivalih v Franciji, na Portugalskem, v Španiji, Italiji, Turčiji, Venezueli, Avsriji, Grčiji, Makedoniji, Belgiji, Švici, Rusiji, Veliki Britaniji, Bolgariji, Iranu, Slovaški, Albaniji, na Poljskem, na Kubi ... Ivica Buljan ne deluje samo kot režiser, temveč tudi kot umetniški vodja, direktor festivalov, urednik, prevajalec, prirejevalec besedil … Je član uredniškega odbora hrvaške gledališke revije Novi Prolog in soustanovitelj gledališkega časopisa Frakcija.  Je ustanovitelj in ravnatelj gledališča Novo kazalište v Zagrebu in član mednarodnih združenj ETC u Bruxellesu, Instituta za Mediteransko gledališče v Madridu, ITI-UNESCO v Parizu. Med letoma 1998 in 2002 je bil ravnatelj Drame Hrvaškega narodnega gledališča v Splitu, leta 1999 pa je skupaj z Robertom Waltlom ustanovil Mini teater Ljubljana z namenom okrepitve ustvarjanja v postdramskem gledališču in gledališču za mlade. Leta 2003 je z Dubravko Vrgoč ustanovil Festival svetovnega gledališča v Zagrebu. Pedagoško delo je opravljal na projektih Eksperimentalne gledališke akademije v Parizu, Bruxellesu in v Moskvi. . Predaval je na šoli La Mamma Ellen Stewart v New Yorku in je profesor na Nacionalni gledališki akademiji Saint Etienne v Franciji. Pri svojih projektih pogosto sodeluje z istimi ustvarjalci, stalni del ekipe so igralec in soustanovitelj Mini teatra Robert Waltl, skladatelj Mitja Vrhovnik Smrekar in oblikovalka kostumov Ana Savič Gecan. Buljan je ustvarjal že v skoraj vseh pomembnejših slovenskih gledališčih: SNG Drama Ljubljana, Slovensko mladinsko gledališče, Mestno gledališče ljubljansko, Mini teater Ljubljana, Slovensko stalno gledališče Trst in Prešernovo gledališče Kranj.

## Režije

### 2011-
- 2020; Po motivih besedil Yuvala Noaha Hararija 2020, koprodukcija MGL, SNG Drama Ljubljana in Cankarjev dom
- 2014; Danilo Kiš Grobnica za Borisa Davidoviča, koprodukcija Mini teater, Heartefact (Beograd), Bitef teatar (Beograd), Novo kazalište (Zagreb), Zadar Snova (Zadar), Centar za kulturnu dekontaminaciju (Beograd), UK Parabrod (Beograd)
- 2018; Édouard Louis ZGODOVINA NASILJA, Mini teater Ljubljana
- 2018; Ivo Svetina V IMENU MATERE, SNG Drama Ljubljana
- 2017; Mohamed El Khatib NAJ BO KONEC LEP, Mestno gledališče Ptuj, Mini teater Ljubljana
- 2017; Gregor Strniša LJUDOŽERCI, Drama SNG Maribor
- 2016; Seneka TIEST, Mini teater Ljubljana
- 2016; Pernilla Stalfelt KAKČEVE DOGODIVŠČINE, Mini teater Ljubljana
- 2015; Ivica Buljan KAPITAL, Mini teater Ljubljana
- 2015; Goran Vojnović JUGOSLAVIJA, MOJA DEŽELA, SNG Drama Ljubljana
- 2014; Francis Scott Fitzgerald VELIKI GATSBY, Mestno gledališče ljubljansko
- 2014; Danilo Kiš GROBNICA ZA BORISA DAVIDOVIČA, Mini teater Ljubljana
- 2014; Anton Pavlovič Čehov STRIČEK VANJA, Slovensko stalno gledališče Trst
- 2014; Damir Karakaš SNAJPER, Mini teater Ljubljana
- 2013; Marieluise Fleisser MOČAN ROD, Prešernovo gledališče Kranj
- 2013; Pascal Rambert ZAPIRANJE LJUBEZNI, Mestno gledališče Ptuj, Mini teater Ljubljana
- 2013; Peter Handke ŠE VEDNO VIHAR, SNG Drama Ljubljana, Slovensko stalno gledališče Trst
- 2013; Anja Hilling ČRNA ŽIVAL ŽALOST, Mestno gledališče ljubljansko
- 2013; Heiner Müller KOMEDIJA Z ŽENSKAMI, Mestno gledališče ljubljansko
- 2013 Bernard-Marie Koltès Roberto Zucco, Novo kazalište Zagreb, Mini teater, Madalype Theatre
- 2012; Bernard-Marie Koltès V SAMOTI BOMBAŽEVIH POLJ, Mestno gledališče Ptuj, Mini teater Ljubljana
- 2012; Miroslav Krleža GOSPODA GLEMBAJEVI, SNG Drama Ljubljana
- 2011; Bernard-Marie Koltès NICKEL STUFF, SNG Opera in balet Ljubljana, Slovensko mladinsko gledališče
- 2011; Tomaž Šalamun JAZ, PO KATEREM SE LAHKO IMENUJE LJUBLJANA - POKER, Mini teater Ljubljana
- 2011; Marguerit Dueras JOSEPH, Mini teater Ljubljana* 2011; Evripid KIKLOP, Mini teater Ljubljana

### 2001-2010
- 2010 Zdenko Mesarić Garaža, Zagrebačko kazalište mladih, Zagreb
- 2010; Tennessee Williams MAČKA NA VROČI PLOČEVINASTI STREHI, Mestno gledališče ljubljansko
- 2010; Martin Sperr LOVSKE SCENE IZ SPODNJE BAVARSKE, Prešernovo gledališče Kranj
- 2010; VAMPIR, Slovensko mladinsko gledališče
- 2010; WERTHER, Opera in balet SNG Maribor
- 2010; David Jerome Sallinger, Bernard-Marie Koltès MA IN AL, Mini teater Ljubljana
- 2009; Bernard-Marie Koltès NOČ ČISTO NA ROBU GOZDOV, Mini teater Ljubljana
- 2009; Bernard-Marie Koltès Sallinger, Mini teater Ljubljana* 2009; Hans Christian Andersen MALA MORSKA DEKLICA, Mini teater Ljubljana
- 2009; Heiner Müller Macbeth po Shakespearu, Mini teater Ljubljana
- 2008; VELIKO GRADBIŠČE ELFRIEDE JELINEK, Mini teater Ljubljana
- 2008; Elfriede Jelinek ZBOGOM, Mini teater Ljubljana
- 2008; Yukio Mishima MARKIZA DE SADE, SNG Drama Ljubljana
- 2008; Elfriede Jelinek JACKIE, Mini teater Ljubljana
- 2007; Hervé Guibert MLADO MESO, Slovensko mladinsko gledališče
- 2007; Elfriede Jelinek JACKIE, Mini teater Ljubljana
- 2007; Pier Paolo Pasolini SVINJAK, Slovensko stalno gledališče Trst
- 2007; Heiner Müller KVARTET, Mestno gledališče Ptuj
- 2007; Heiner Müller KVARTET, Mini teater Ljubljana
- 2006 P. P. Pasolini Ribica, Istrsko narodno gledališče Pulj, Hrvaška
- 2006 F. Paradivino in Joris Lacoste Blok, Teatar ITD Zagreb, Hrvaška
- 2006 Miroslav Krleža Gospoda Glembajevi, Narodno gledališče Litva, Vilnius
- 2006; Ivo Svetina OJDIP V KORINTU, SNG Drama Ljubljana
- 2006; Heiner Müller KVARTET (QUARTET), Mini teater Ljubljana
- 2006; Botho Strauss ENA IN DRUGA, Slovensko mladinsko gledališče
- 2005; Bernard-Marie Koltès MARŠ, Mini teater Ljubljana
- 2005; Elfriede Jelinek DRAME PRINCES (DER TOD UND DAS MÄDCHEN I-III), Prešernovo gledališče Kranj
- 2005; Bernard-Marie Koltès MARŠ, Mini teater Ljubljana
- 2005; Bernard-Marie Koltès DAN UMOROV V ZGODBI O HAMLETU, Mini teater Ljubljana
- 2005 Georges Feydeau Ne sprehajaj se vendar čisto gola!, Satirično gledališče Kerempuh, Zagreb, Hrvaška
- 2005 Novi svet (Miroslav Krleža: Krištof Kolumb in Ivana Sajko: Evropa), Črnogorsko narodno gledališče Podgorica, Srbija in Črna gora
- 2004 Filip Šovagović Jazz, HNK Rijeka in Festival Riječke noči, Rijeka, Hrvaška
- 2004; Bernard-Marie Koltès DVOBOJ MED ČRNCEM IN PSI, SNG Drama Ljubljana
- 2004; Andrej Rozman JANKO IN METKA, Mini teater Ljubljana
- 2003; Vida Taufer, Lili Novy MOJCA POKRAJCULJA, Mini teater Ljubljana
- 2003; Heiner Müller MEDEJA MATERIAL, Mini teater Ljubljana
- 2002; Robert Walser, Ivica Buljan SCHNEEWITTCHEN AFTER PARTY (SNEGULJČICA), Mini teater Ljubljana
- 2001 Seneka Ojdip, Splitski poletni festival, Hrvaška
- 2001 Pier Paolo Pasolini Svinjak, Gledališče Anatolija Vassiljeva, Moskva, Rusija

### 1991-2000
- 2000 Bernard-Marie Koltès Vrnitev v puščavo, Hrvaško narodno gledališče, Split
- 2000; Arthur Rimbaud DREVO SPOZNANJA - CVETOVI POZABE - PLODOVI OBSESIJE - RIBIČ IN NJEGOVA DUŠA, Zunajinstitucionalni projekti
- 1999; Bernard-Marie Koltès NOČ ČISTO NA ROBU GOZDOV, Zunajinstitucionalni projekti
- 1999 Nikola Čelan Baš-beton, Splitski poletni festival, Hrvaška* 1998 Pier Paolo Pasolini Pilad, Gledališče ITD Zagreb in Mittelfest Čedad/Cividale, Italija
- 1996 Marina Cvetajeva Fedra, Gledališče ITD Zagreb, Hrvaška
- 1995 Pascal Quignard Ime na koncu jezika, LGL Ljubljana
- 1995; Pascal Quignard IME NA KONCU JEZIKA, Lutkovno gledališče Ljubljana

## Dramaturgije
- 2019; George Tabori GOLDBERGOVE VARIACIJE, r. Robert Waltl, Slovensko stalno gledališče Trst
- 2017; Mohamed El Khatib NAJ BO KONEC LEP, r. Ivica Buljan, Mestno gledališče Ptuj, Mini teater Ljubljana
- 2013; Niko Goršič STOL(ČK)I, r. Nick Upper, Mini teater Ljubljana
- 2011; Bernard-Marie Koltès NICKEL STUFF, r. Ivica Buljan, SNG Opera in balet Ljubljana, Slovensko mladinsko gledališče
- 2010; Andrej Rozman JANKO IN METKA, r. Robert Waltl, Drama SNG Maribor, Mini teater Ljubljana
- 2004; Andrej Rozman JANKO IN METKA, r. Ivica Buljan, Robert Waltl, Mini teater Ljubljana
- 2003; Vida Taufer, Lili Novy MOJCA POKRAJCULJA, r. Ivica Buljan, Robert Waltl, Mini teater Ljubljana
- 2000; Arthur Rimbaud DREVO SPOZNANJA - CVETOVI POZABE - PLODOVI OBSESIJE - RIBIČ IN NJEGOVA DUŠA, r. Ivica Buljan, Zunajinstitucionalni projekti
- 2000; Jakob Grimm, Wilhelm Grimm TRNULJČICA, r. Karel Brišnik, Zunajinstitucionalni projekti
- 1998; Bernard-Marie Koltès V SAMOTI BOMBAŽNIH POLJ , r. Nick Upper, Slovensko mladinsko gledališče
- 1997; Damir Zlatar Frey TIRZA, r. Matjaž Pograjc, Slovensko mladinsko gledališče
- 1996; Emil Filipčič VESELJA DOM, r. Nick Upper, Slovensko mladinsko gledališče
- 1996; MESTO, KJER NISEM BIL, r. Matjaž Pograjc, Slovensko mladinsko gledališče
- 1996 Emil Filipčič Veselja dom, r. Nick Upper, SMG Ljubljana
- 1995; Matjaž Pograjc BUTTERENDFLY, r. Matjaž Pograjc, Slovensko mladinsko gledališče
- 1994; Bernard-Marie Koltès ROBERTO ZUCCO, r. Matjaž Pograjc, Slovensko mladinsko gledališče
- 1993; Emil Filipčič PSIHA, r. Vito Taufer, Slovensko mladinsko gledališče
- 1993; Andrej Rozman, Jean-Baptiste Poquelin Molière TARTIF, r. Vito Taufer, Slovensko mladinsko gledališče

## Nagrade
Za svoje delo je prejel številne prestižne domače in mednarodne nagrade: leta 2014 ga je francoska vlada odlikovala z nazivom viteza reda umetnosti in književnosti., leta 2012 je prejel nagrado Prešernovega sklada za režijo predstav Macbeth po Shakespearu, Sallinger, Mala morska deklica, Ma in Al, Vampir, Lovske scene iz spodnje Bavarske, Kiklop, Werther in Mačka na vroči pločevinasti strehi, leta 2006 Borštnikovo nagrado za estetski preboj za režijo predstave Ena in druga Botha Strauβa, SMG Ljubljana, leta 2005 medaljo mesta Havana za predstavo Medeja material, leta 2004 Borštnikovo diplomo in posebno nagrado po presoji žirije za predstavo Schneewitchen After Party, leta 2001 nagrado (za predstavo Ojdip), leta 1999 nagrado Petar Brečić za gledališke eseje in leta 1997 nagrada Dubravke Dujšin za predstavo Fedra.